# Marko Maletić
Marko Maletić (* 25. Oktober 1993 in Belgrad) ist ein bosnisch-herzegowinischer Fußballspieler, der auch im Besitz der niederländischen Staatsbürgerschaft ist.

## Karriere

### Verein
Maletić wechselte in der Jugend 2004 von der Voetbalvereniging Lengel zur VBV De Graafschap Doetinchem. Im Januar 2010 schloss Marko Maletić sich der Jugend des FC Utrecht an.
Am 1. August 2012 wechselte Maletić zur zweiten Mannschaft des VfB Stuttgart. In der 3. Profi-Liga gab Marko Maletić am 25. August 2012 am 6. Spieltag der Saison 2012/13 für den VfB Stuttgart II beim 3:0-Auswärtssieg gegen die SpVgg Unterhaching sein Profidebüt.
Maletić wurde von den Stuttgartern am 2. September 2013 bis zum Ende der Spielzeit 2013/14 an den niederländischen Zweitligisten FC Oss verliehen. Nach dem Ende dieser Leihe wechselte er zu Excelsior Rotterdam. Dort kam er kaum zum Einsatz und wurde im Sommer 2015 für ein Jahr an Telstar ausgeliehen. Nach seiner Rückkehr verpflichtete ihn aus der belgischen Division 1B. Nach dem Abstieg 2017 verließ er den Klub zum KSV Roeselare. Die komplette Saison 2018/19 wurde er dann an den niederländischen Zweitligisten FC Dordrecht verliehen.

### Nationalmannschaft

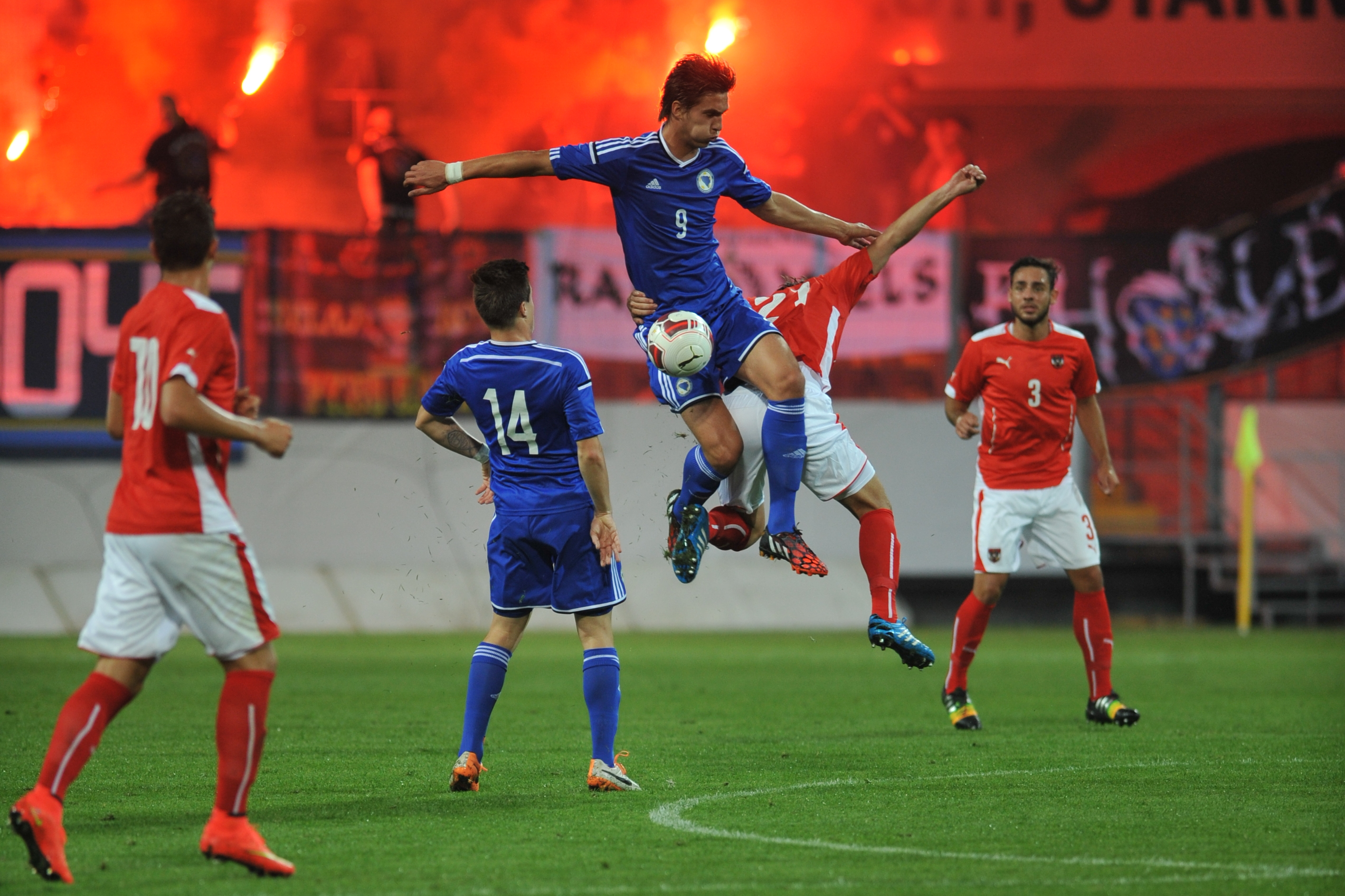
Mit der U21-Nationalmannschaft 2014

Mit der U-17-Nationalmannschaft von Bosnien und Herzegowina nahm Marko Maletić an der Qualifikation zur U-17-Europameisterschaft 2010 teil und scheiterte erst in der Elite-Runde an der Qualifikation für das Endrundenturnier. Dabei erzielte Maletić in sechs Qualifikationsspielen einen Treffer. Für das bosnisch-herzegowinische U-19-Nationalteam spielte Marko Maletić in der Qualifikationsphase der U-19-Europameisterschaft 2012, die trotz seiner drei Torerfolge in insgesamt sechs Qualifikationspartien für seine Mannschaft ebenfalls nach der Elite-Runde beendet war. Maletić wurde für die abschließenden Qualifikationsgruppensspiele für die U-21-Europameisterschaft 2013 gegen Griechenland und Deutschland im September 2012 erstmals in die bosnisch-herzegowinische U-21-Nationalmannschaft berufen. Am 14. November 2012 gab er gegen Polen sein U-21-Debüt.

## Sonstiges
Marko Maletićs älterer Bruder Stefan (* 1987) ist ebenfalls Fußballprofi.